# Lethbridge (Australia)
Lethbridge – miasto w Australii, w stanie Wiktoria.